# Alsea River
Der Alsea River ist ein 78 km langer Fluss an der Pazifikküste im westlichen Oregon (USA).
Der teils stark gewundene Fluss entspringt in der Oregon Coast Range und entsteht aus dem Zusammenfluss seiner beiden Quellflüsse – North Fork und South Fork Alsea River – im nordwestlichen Lane County. Der North Fork entfließt dem etwa 9 km südwestlich des 1249 m hohen Marys Peak gelegenen Klickitat Lake (355 m über dem Meeresspiegel), der von zwei Quellbächen gespeist wird. Von dort fließt er nach Südosten. 
Der South Fork entspringt etwa 34 km nordwestlich von Eugene nur etwas nordöstlich der kleinen Ansiedlung Horton und fließt von dort nach Nordwesten. Schon vor seiner Flusshochzeit, die sich etwa in der Mitte der beiden Quellgebiete von Nord- und Südarm befindet, fließt der Alsea River durch eine Mittelgebirgslandschaft in den Countys Benton County und Lincoln County. Nach dem Durchfließen seines in überwiegend westlicher Richtung verlaufenden Flussbetts mündet sein Wasser bei Waldport in die etwa zwei mal drei Kilometer große Alsea Bay.
Der Name des Flusses kommt vom Stamm der Alsea der First Nations, die auch Alsi oder Alseya genannt wurden und am Unterlauf und am Mündungsgebiet des Flusses siedelten. Der Oberlauf des Flusses ist ein bedeutendes Laichgebiet, zu dem es im Laufe des Jahres drei Fischwanderungen gibt: 
- im Spätsommer den der Cutthroat-Forelle,
- von Spätsommer bis November den des Königslachses,
- und von Dezember bis März den der Regenbogenforelle[3].

Nahezu entlang des gesamten Flusslaufes – unterhalb des Zusammenflusses seiner Quellarme – wird der Alsea River von der Oregon State Route 34 begleitet. Als Erholungsgebiet sind der Fluss und die Landschaft, die sein Wasser durchfließt, unter anderem wegen seiner kleinen Wasserfälle und seines Fischreichtums sowie seinen meist steilen und dicht bewaldeten Ufern beliebt.
Die wichtigsten Zuflüsse sind der Lobster Creek, der Fall Creek und der Drift Creek. Das Einzugsgebiet des Flusses gehört zum Großteil zum Siuslaw National Forest und umfasst über 1200 km². Im Jahr 1890 wurde mit neun Metern der höchste Pegelstand bei Hochwasser gemessen.